# Квінстаун (Меріленд)
Квінстаун (англ. Queenstown) — місто (англ. town) в США, в окрузі Графство королеви Анни штату Меріленд. Населення — 705 осіб (2020).

## Географія
Квінстаун розташований за координатами 38°59′10″ пн. ш. 76°10′10″ зх. д. / 38.98611° пн. ш. 76.16944° зх. д. (38.986178, -76.169388).  За даними Бюро перепису населення США в 2010 році місто мало площу 3,76 км², уся площа — суходіл. В 2017 році площа становила 4,39 км², уся площа — суходіл.

## Демографія
Згідно з переписом 2010 року, у місті мешкали 664 особи в 271 домогосподарстві у складі 185 родин. Густота населення становила 176 осіб/км².  Було 294 помешкання (78/км²).
Расовий склад населення:
| - 92,9 % — білих - 3,2 % — чорних або афроамериканців - 0,9 % — азіатів - 0,5 % — вихідців з тихоокеанських островів - 0,2 % — корінних американців |

До двох чи більше рас належало 1,5 %. Частка іспаномовних становила 3,8 % від усіх жителів.
За віковим діапазоном населення розподілялося таким чином: 25,0 % — особи молодші 18 років, 59,8 % — особи у віці 18—64 років, 15,2 % — особи у віці 65 років та старші. Медіана віку мешканця становила 40,2 року. На 100 осіб жіночої статі у місті припадало 94,2 чоловіків;  на 100 жінок у віці від 18 років та старших — 90,1 чоловіків також старших 18 років.
Середній дохід на одне домашнє господарство  становив 97 816 доларів США (медіана — 85 938), а середній дохід на одну сім'ю — 109 491 долар (медіана — 91 250). За межею бідності перебувало 1,8 % осіб, у тому числі 0,7 % дітей у віці до 18 років та 2,3 % осіб у віці 65 років та старших.
Цивільне працевлаштоване населення становило 327 осіб. Основні галузі зайнятості: освіта, охорона здоров'я та соціальна допомога — 22,0 %, публічна адміністрація — 16,5 %, роздрібна торгівля — 11,6 %, будівництво — 10,7 %.